# Quoi ? Où ? Quand ?
Quoi ? Où ? Quand ? (russe: Что? Где? Когда? ; ChGK) est un jeu télévisé russe diffusé depuis 1975 sur la télévision d'État de l'Union soviétique, puis sur la première chaine publique de Russie. Le jeu a été créé par Vladimir Vorochilov, qui en a été le présentateur lors de ses premières années de diffusion. L'émission est diffusée en direct, et fait s'affronter six candidats qui doivent répondre à des questions de logique.
Le jeu a été si populaire en Union soviétique, et depuis en Russie, que des nombreux clubs de joueurs ont été créés et sont actifs.
Il est produit pour la télévision par TV Igra sur la chaine russe canal 1.

## Exemple de question
Question : complétez la suite : choix, chance, larron, vitesse, colonne, sens, ciel. 
Réponse : merveille (la suite est composée d'expressions).

## Types de questions
- Question ordinaire ou du 13e secteur : une question ordinaire se distingue d'une question du 13e secteur de par sa provenance: une question ordinaire est soumise à l'avance, avec un processus d'édition, alors qu'une question du 13e secteur est tirée au sort parmi les questions soumises par les téléspectateurs pendant le tournage.
- Question audiovisuelle : une question audiovisuelle commence, comme son nom l'indique, par l'usage d'un support audiovisuel contenant un indice, comme une image, un clip sonore ou un clip vidéo. Dans la pratique, elles sont peu courantes dans la version compétitive.
- Question de la boîte noire : toute question qui se termine par « Que contient la boîte noire? ». Les questions de la boîte noire sont peu usitées dans la version compétitive, mais historiquement, à la télévision, la plus grande des boîtes noires est utilisée et peut même contenir un enregistreur de vol (en russe, les deux termes sont identiques). Les plus petites boîtes sont utilisées dans un blitz ou si l'objet doit être de taille plus petite.
- Blitz ou superblitz : un blitz est composé de 3 sous-questions auxquelles les 6 joueurs doivent répondre correctement pour marquer 1 point, et ils disposent de 20 secondes de temps de discussion par sous-question. En général, les sous-questions sont plus faciles que les autres questions. Un superblitz se distingue d'un blitz par le fait qu'un joueur désigné doit répondre aux 3 questions du superblitz en solo.

## Version compétitive
Le ChGK existe aussi en tant que compétition dans des clubs, organisé par l'association mondiale des jeux intellectuels (AMJI ; MAИИ en russe). Un tournoi typique comprend 3 matchs, tandis qu'un championnat national, pour être homologué par l'AMJI, doit contenir un minimum de 45 questions.

### Règles de base de la version compétitive
- Un match typique comporte de 12 à 15 questions
- Les joueurs ont 60 secondes pour répondre à chaque question, exception faite des questions de type blitz
- Une réponse correcte rapporte un point
- Un blitz comporte 3 sous-questions, avec chacune 20 secondes de temps de discussion; pour remporter un point dans un blitz, il faut répondre correctement aux 3 sous-questions

### Championnat du monde
Un championnat du monde de ChGK est organisé annuellement depuis 2002, mais a été annulé en 2009 en raison de difficultés financières, en 2020 et 2021 en raison de la pandémie de Covid-19 et en 2022 en raison de l'invasion de l'Ukraine par la Russie.
Pour se qualifier au Championnat du monde, 4 méthodes existent:
- Remporter un championnat national dûment homologué par l'AMJI
- Remporter un tournoi international majeur ayant le statut de tournoi qualificatif
- Obtenir un rang suffisamment élevé sur le classement de la "cote AMJI"
- Obtenir une invitation de la part du comité organisateur (maximum de 5 équipes sont ainsi invitées; la plupart de ces invitations sont émises à des équipes de pays émergents au ChGK)

## Versions internationales
| Pays        | Nom                                      | Présentateur(trice)               | Date de publication initiale | Date de dernier numéro |
| ----------- | ---------------------------------------- | --------------------------------- | ---------------------------- | ---------------------- |
| Arménie     | Ի՞նչ: Որտե՞ղ: Ե՞րբ:                      | Karen Kotchariane                 | février 2002                 |                        |
| Azerbaïdjan | Что? Где? Когда? / Nə? Harada? Nə zaman? | Balach Kasoumov                   | 2006                         |                        |
| Biélorussie | Что? Где? Когда?                         | Ales' Moukhine                    | mars 2009                    |                        |
| Bulgarie    | Что? Где? Когда? / Какво? Къде? Кога?    | Vladimir Vorochilov               | 13 novembre 1987             | 15 novembre 1987       |
| Géorgie     | რა? სად? როდის?                          | Georgiy Mosidze                   | 6 octobre 1996               |                        |
| États-Unis  | Million Dollar Mind Game                 | Vernon Kay                        | 23 octobre 2011              |                        |
| Italie      | Million Dollar Mind Game                 | Teo Mammucari                     | 2011                         |                        |
| Kazakhstan  | Что? Где? Когда?                         | Balach Kasoumov                   | 30 septembre 2011            |                        |
| Russie      | Что? Где? Когда?                         | Vladimir Vorochilov, Boris Kriouk | 4 septembre 1975             |                        |
| Turquie     | Aklın Yolu Bir                           | Oktay Kaynarca                    | avril 2011                   |                        |
| Ukraine     | Що? Де? Коли?                            | Aleksandre Androsov               | mars 2008                    |                        |